# Säfsnäs socken
Säfsnäs socken ligger i Dalarna och ingår sedan 1971 i Ludvika kommun och motsvarar från 2016 Säfsnäs distrikt.
Socknens areal är 603,80 kvadratkilometer, varav 569,00 land. År 2020 fanns här 788 invånare. Tätorten Fredriksberg samt kyrkbyn Säfsbyn med sockenkyrkan Säfsnäs kyrka ligger i socknen.  

## Administrativ historik
Säfsnäs socken bildades 1798 genom en utbrytning ur Nås socken, efter att ha varit kapellag där från 1748. Säfsnäs blev egen jordebokssocken enligt beslut den 30 juni 1885 då den utbröts från Nås jordebok.
Vid kommunreformen 1862 övergick socknens ansvar för de kyrkliga frågorna till Säfsnäs församling och för de borgerliga frågorna till Säfsnäs landskommun. Landskommunen uppgick 1971 i Ludvika kommun. Församling uppgick 2010 i Gränge-Säfsnäs församling.
1 januari 2016 inrättades distriktet Säfsnäs, med samma omfattning som församlingen hade 1999/2000.
Socknen har tillhört fögderier, tingslag och domsagor enligt vad som beskrivs i artikeln Dalarna. De indelta soldaterna tillhörde Dalaregementet, Vesterdals Kompani.

## Geografi

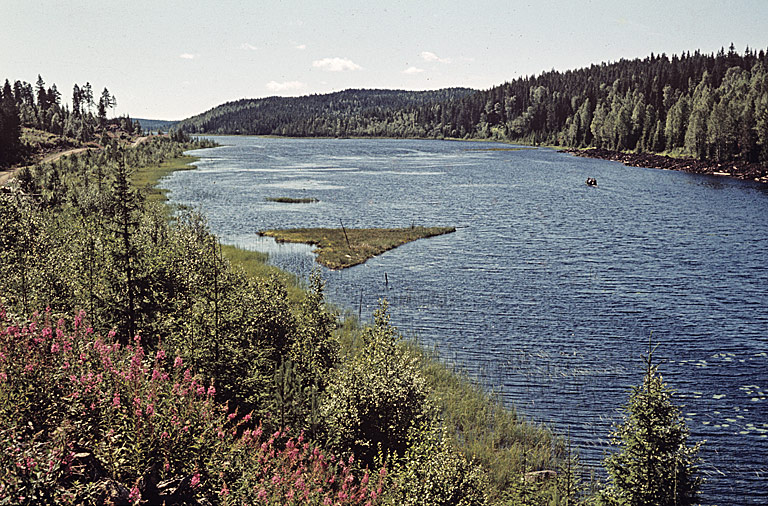
Smalsjön, Säfsnäs socken. Foto 1957: RAÄ, Björn Allard

Säfsnäs socken ligger kring övre Svartälven. Socknen är en sjörik kuperad bergs- och skogsbygd med höjder som når omkring 550 meter över havet.

## Fornlämningar
Endast någon enstaka fångstgrop har påträffats.

## Namnet
Namnet kommer från kyrkbyn som tidigare var ett torp och vars namn kommer från Säfssjön. Förleden innehåller säv. Efterleden är en ombildning av sjön.
Det lokalt brukade namnet är Säfsens socken.

## Befolkningsutveckling
Folkmängden i Gränge-Säfsnäs församling var 8 233 år 2010.
| Befolkningsutvecklingen i Säfsnäs socken 1750–2020 | Befolkningsutvecklingen i Säfsnäs socken 1750–2020 | Befolkningsutvecklingen i Säfsnäs socken 1750–2020 | Befolkningsutvecklingen i Säfsnäs socken 1750–2020 | Befolkningsutvecklingen i Säfsnäs socken 1750–2020 |
| --- | -------------------------------------------------- | -------------------------------------------------- | -------------------------------------------------- | -------------------------------------------------- |
| |                                                    |                                                    |                                                    |                                                    |
| År |                                                    |                                                    | Folkmängd                                          |                                                    |
| 1750 | 1750                                               |                                                    | 1 104                                              |                                                    |
| 1760 | 1760                                               |                                                    | 1 154                                              |                                                    |
| 1769 | 1769                                               |                                                    | 1 382                                              |                                                    |
| 1780 | 1780                                               |                                                    | 1 460                                              |                                                    |
| 1790 | 1790                                               |                                                    | 1 665                                              |                                                    |
| 1800 | 1800                                               |                                                    | 1 912                                              |                                                    |
| 1810 | 1810                                               |                                                    | 1 900                                              |                                                    |
| 1820 | 1820                                               |                                                    | 1 886                                              |                                                    |
| 1830 | 1830                                               |                                                    | 2 228                                              |                                                    |
| 1840 | 1840                                               |                                                    | 2 538                                              |                                                    |
| 1850 | 1850                                               |                                                    | 2 845                                              |                                                    |
| 1860 | 1860                                               |                                                    | 2 960                                              |                                                    |
| 1870 | 1870                                               |                                                    | 3 072                                              |                                                    |
| 1880 | 1880                                               |                                                    | 3 533                                              |                                                    |
| 1890 | 1890                                               |                                                    | 3 629                                              |                                                    |
| 1900 | 1900                                               |                                                    | 3 385                                              |                                                    |
| 1910 | 1910                                               |                                                    | 3 183                                              |                                                    |
| 1920 | 1920                                               |                                                    | 2 978                                              |                                                    |
| 1930 | 1930                                               |                                                    | 2 928                                              |                                                    |
| 1940 | 1940                                               |                                                    | 2 631                                              |                                                    |
| 1950 | 1950                                               |                                                    | 2 376                                              |                                                    |
| 1960 | 1960                                               |                                                    | 2 619                                              |                                                    |
| 1970 | 1970                                               |                                                    | 1 759                                              |                                                    |
| 1980 | 1980                                               |                                                    | 1 411                                              |                                                    |
| 1990 | 1990                                               |                                                    | 1 250                                              |                                                    |
| 2020 | 2020                                               |                                                    | 788                                                |                                                    |
| Anm: Folkmängden före 1800 avser Säfsnäs kapellag. Kyrksocknen bildades först 1798. Källor: Tabellverkets arkiv, Umeå universitet - Tabellverket 1749-1859, Demografiska databasen, CEDAR, Umeå universitet, Folkmängden per distrikt, landskap, landsdel eller riket efter kön. År 2015 - 2022. |                                                    |                                                    |                                                    |                                                    |